# Tamadaba Natural Park
Tamadaba Natural Park är en park i Spanien.   Den ligger i provinsen Provincia de Las Palmas och regionen Kanarieöarna, i den sydvästra delen av landet, 1 800 km sydväst om huvudstaden Madrid. Tamadaba Natural Park ligger 215 meter över havet.
Terrängen runt Tamadaba Natural Park är varierad. Havet är nära Tamadaba Natural Park åt nordväst. Runt Tamadaba Natural Park är det ganska glesbefolkat, med 39 invånare per kvadratkilometer. Närmaste större samhälle är Gáldar, 14,7 km nordost om Tamadaba Natural Park. Omgivningarna runt Tamadaba Natural Park är i huvudsak ett öppet busklandskap.